# GoTrump.com
GoTrump.com（可翻译为出发吧特朗普）是唐纳德·特朗普在2006年推出的一个旅行網站。该公司后来在2007年关闭。该网站的口号是“旅游交易的艺术”（The art of the travel deal），引用了特朗普的自传《交易的艺术》。现在，GoTrump.com已经转为一家售卖衣服等日用品的网上商城。

## 历史
2006年1月24日，唐纳德·特朗普在纽约的特朗普大厦宣布创建GoTrump.com。特朗普在新闻发布会上表示：“我会为你找到最好的旅行优惠，不管你是想拥有一个豪华的度假，还是只想在全球的航空公司和酒店享受最优惠的价格。我们已经与Travelocity、美国航空、美国运通、蓝星喷气机（Blue Star Jets）和Joonbug等知名合作伙伴展开合作。”特朗普投资800亿美元于这个网站中，并建立了他第一个公开的电子邮件地址：MrTrump@GoTrump.com，以给他人提供旅行建议。特朗普在他的每日广播节目Trumped!中宣传这个网站，并预计该网站将出现在第六季的《飛黃騰達》中。
该网站于2007年关闭。至少从2016年3月起，GoTrump.com这个域名被重定向到DonaldJTrump.com，这是特朗普总统竞选的官方网站。现在，GoTrump.com已经转为一家售卖衣服等日用品的网上商城。

## 产品
该网站上推出了6万家酒店，其中包括“特朗普精选”（Trump's picks），这些酒店宣称是特朗普最喜欢的酒店和度假村。该网站由Travelocity提供支持，这是一家向其他网站提供搜索和预订技术授权的公司。

## 评价
特朗普相信这个网站将会取得“巨大的成功”（tremendous success）。然而，弗雷斯特研究公司的旅游行业分析师、川普航空前营销总监亨利·哈特韦尔特（Henry Harteveldt）称GoTrump是特朗普的“虚荣网站”（vanity site），并表示这个网站赚不了多少钱，对特朗普期望不高，认为该网站不会带来每年超过几百万美元的收入。